# Galway Oyster
Galway Oyster Festival eller Galway International Oyster Festival är en ostronfestival och det officiella världsmästerskapet i ostronöppning. Festivalen anordnas varje år i september i staden Galway på Irlands västkust. Festivalen pågår flera dagar och avslutas med världsmästerskapet som är en mycket festlig tillställning. Skaldjurskockar från hela världen brukar delta.